# I Robinson di Beverly Hills
I Robinson di Beverly Hills (Beverly Hills Family Robinson) è un film per la televisione del 1997 diretto da Troy Miller e basato sul romanzo Il Robinson svizzero di Johann David Wyss.

## Trama
La famiglia Robinson vive a Beverly Hills ed è composta da Doug, Marsha, Jane e Roger. Doug è un'odontotecnico, mentre Marsha è la conduttrice di un programma televisivo mattutino. Con il suo lavoro Marsha costringe marito e figli a vivere sempre davanti alle telecamere, lamentandosi anche se sono ricchi. 
Quando Marsha promette ai telespettatori di fare un viaggio insieme a loro nei mari del sud per scoprire i piatti tipici, Doug l'avvisa che la coppia si sta sciogliendo e Marsha promette al marito che l'indomani non gireranno l'episodio, bensì passeranno la serata insieme con i loro figli su uno yacht. Sulla barca, però, si rendono ancora più conto che la famiglia non è unita, così si ritirano tutti nelle loro cabine. La notte entrano in barca dei neo-pirati (ignari della presenza dei Robinson) che levano l'ancora e salpano per il mare aperto. Marsha se ne accorge, ma poi, rincuorata dal marito, ritorna a dormire. Il giorno dopo, i neo-pirati incontrano i Robinson, stupendosi per il loro atteggiamento indifferente. In effetti la famiglia è abituata a stare con persone sconosciute in spazi chiusi per via dei servi e dei camerieri. Ma al "capitano" dei pirati non piace affatto il loro atteggiamento e, minacciandoli con una pistola, lega tutta la famiglia al tavolo dello yacht. Il capitano decide di sbarazzarsi della famiglia, ma un membro dell'equipaggio consiglia di lasciarli vivi per poter mangiar meglio. Così Marsha, con la scusa di preparare una torta di mele e di prendere lo stampo, afferra una pistola e li minaccia. Sfortunatamente colpisce la radio e, essendoci solo un proiettile, non può più difendersi. Poi, con l'arrivo del marito e del terzo membro dell'equipaggio, la pistola del capitano cade a terra e Doug prova a minacciarli, costringendo i pirati a lasciare lo yacht ed a lasciarli su un gommone con qualcosa da mangiare. Successivamente, a causa di una rotta sbagliata, la famiglia viene sommersa da una tempesta e finisce su un'isola sperduta e disabitata. Qui i Robinson si trovano instabili e prigionieri e fanno di tutto per salvarsi la vita. Ben presto però Doug, Jane e Roger riescono a stabilirsi e a rassegnarsi all'idea di non essere a Beverly Hills. Poiché per Marsha non è così, si munisce di una telecamera per filmare le loro condizioni di vita per poi poterle mostrare al mondo intero. Più tardi la famiglia costruisce una piccola casa dove stare, scopre un ruscello dove per pescare e si procura da mangiare. Dopo più di tre settimane, Marsha non riesce più a registrare e Doug rompe la cassetta facendole capire di non avere impegni, né doveri; non sono più in città e non sono più ricchi su quell'isola. Marsha, arrabbiata per la rottura della cassetta, si rivolge a dei cioccolatini anti-stress, ma si accorge che alcuni sono stati rubati: ciò le fa credere che ci sia qualcun altro sull'isola. Dopo essersi divertita al ruscello, la famiglia torna nella "casetta sull'albero" per cenare e, per l'occasione, Marsha prepara una specie di sorbetto (anche se poco soddisfacente perché ghiacciato). Sfruttando l'energia idroelettrica e il freezer dello yacht riescono ad avere dei cibi freddi, ma quando Doug va per prendere il freezer insieme a Marsha, vi rimane incastrato. Marsha, preoccupata, chiede aiuto fino a che non arriva un giovane a salvarlo. Dopo aver salvato Doug, Digger, il ragazzo, viene invitato a cena a casa Robinson. Qui si rifocilla (anche lui è rimasto bloccato sull'isola) e si scopre che è un falegname. La famiglia arriva così ad un accordo: Marsha cucinerà per Digger e quest'ultimo in cambio lavorerà alla manutenzione della casa.

## Distribuzione
- Uscita negli USA : 25 gennaio 1997
- Uscita in Italia : 11 ottobre 2006 (dvd)